# Publikationsdienstleister
Publikationsdienstleister erbringen einzelne Dienstleistungen oder auch miteinander kombinierte Dienst- und Werkvertragsleistungen bei der Produktion von Publikationen. Neben den sehr vielfältigen Dienstleistungsmöglichkeiten bei sehr unterschiedlichen Publikationsformen und -arten ist hier auch zu unterscheiden zwischen Publikationsdienstleistern, die z. B. als oder für einen Buchverlag tätig sind, oder solchen, die Dienstleistungen zur Erstellung von Selbstpublikationen erbringen.

## Zum Begriff
Das Kompositum Publikationsdienstleister setzt sich aus den zwei selbstständigen Wörtern „Publikation“ und „Dienstleistung“ zusammen, für das in dieser Zusammensetzung bislang keine begriffliche bzw. lexikalische Verengung z. B. auf eine Teilmenge der Bedeutungsvarianten des Wortes „Publikation“ nachgewiesen werden kann. 
Publikationsdienstleister ist keine geschützte Berufsbezeichnung. Von daher können sich alle mit der Erstellung von Publikationen befassten Personen oder Unternehmen zur Charakterisierung ihres Geschäftsmodells bzw. ihres Angebots dem Begriff Publikationsdienstleister zuordnen oder/und ihn als Selbstbezeichnung wählen. Dabei ist es unerheblich, ob diese Personen oder Unternehmen Dienstleistungen nur für Teile bzw. Teilbereiche oder für den ganzen Produktions- und Verbreitungsprozess einer oder mehrerer Publikationsformen umfassend anbieten.
Dienstleistungen für die Erstellung und Verbreitung einer Publikation können u. a. inhaltlich-gestalterischer, technischer (z. B. Druckverfahren), kaufmännischer und werbender Natur sein.
Publikationsdienstleister wären demnach Unternehmen wie u. a. Filmproduktionsgesellschaften, Tonträgerunternehmen (umgangssprachlich Plattenfirmen), Verlage oder auch Unternehmen in der Werbebranche sowie Dienstleister zur Erstellung von Selbstpublikationen. Auch Behörden können als Publikationsdienstleister auftreten, wenn sie im institutionellen Selbstverlag z. B. Amtliche Bekanntmachungen im Sinne einer staatlichen Öffentlichkeitsarbeit erstellen und verbreiten. Einzelpersonen können sich als Publikationsdienstleister bezeichnen, wenn sie entweder als Angestellte solcher Unternehmen oder als freischaffende Selbstständige (Teil-)Leistungen im Auftrag erbringen wie z. B. als Grafiker, Korrektor, Layouter, Lektor, Literaturagent, Redakteur, Toningenieur oder Übersetzer.

## Einige belegte Begriffsverwendungen
Da zum Begriff „Publikationsdienstleister“ selbst derzeit weder akademische Abhandlungen noch sonst eine relevante Sekundärquelle vorliegen, werden nachfolgend einige Beispiele aufgelistet, in denen der Begriff entweder als Selbstbezeichnung genutzt oder als Charakterisierung einer Tätigkeit bzw. eines Geschäftsmodells eingesetzt wurde.

### Bibliotheken, Archive
Insbesondere wissenschaftliche Bibliotheken verstehen sich selbst auch als „Publikationsdienstleister“, wenn sie sogenannte Repositorien als grundlegendes Bibliothekswerkzeug einsetzen und von ihnen auch sogenannte Open-Access-Publikationsangebote in den Leistungsumfang aufgenommen werden.
- So heißt es bei Roland Bertelmann (Helmholtz-Zentrum Potsdam – Deutsches GeoForschungsZentrum GFZ) wie folgt: „Repositorien gehören inzwischen zu den grundlegenden Werkzeugen, die in Bibliotheken eingesetzt werden. Zahlreiche Bibliotheken haben sich, korrespondierend damit, zu Publikationsdienstleistern entwickelt.“[1]
- Und Anita Runge schreibt auf der Internetplattform Open Access To Gender Research der Zentraleinrichtung zur Förderung von Frauen- und Geschlechterforschung an der Freien Universität Berlin: „Danach wurde konkreter über spezielle Anforderungen an (Open-Access-)Publikationsdienstleister aus der Sicht fächerübergreifender, inter- bzw. transdisziplinärer Forschungszusammenhänge diskutiert. Im Mittelpunkt standen dabei Aspekte und Leistungsmerkmale eines Anforderungskatalogs an wissenschaftliche Publikationsdienstleister, insbesondere im Hinblick auf die Frage, welche (verlegerischen) Dienstleistungen zukünftig von den Forschenden bzw. den wissenschaftlichen Institutionen selbst erbracht werden können/sollen, wie entsprechende Geschäftsmodelle aussehen könnten und wie die Qualität und Professionalität von (selbstorganisierten) Publikationsangeboten gesichert und – vor allem – überzeugend vermittelt werden können.“[2]

### Self-Publishing-Plattformen
- Eine Online-Suche auf der Website des Börsenblatts, dem „Wochenmagazin für den Deutschen Buchhandel“,[3] ergab im August 2019 lediglich zwei Treffer, die sich beide auf Self-Publishing-Plattformen bezogen.
- Das Hamburger Abendblatt meint Self-Publishing-Plattformen, wenn es schreibt: „Publikationsdienstleister bieten seit einigen Jahren Autoren die Möglichkeit, ihre Bücher zu veröffentlichen - über alle gängigen Vertriebswege.“[4]

Zur Charakterisierung ihres Geschäftsmodells oder auch als Selbstbezeichnung nutzen ihn nachweislich folgende Self-Publishing-Plattformen:
- Books on Demand (Charakterisierung des Geschäftsmodells)[5]
- ruckzuckbuch.de (Selbstbezeichnung)[6] – war eine von mehreren Self-Publishing-Plattformen innerhalb der 2016 Konkurs gegangenen Verlagsgruppe Monsenstein und Vannerdat. Von der Verlagsgruppe war Anfang 2013 auch das Zertifikat „FAIRöffentlichen“ ins Leben gerufen worden, dessen dazu gehörige Website überschrieben war mit einer „Selbstverpflichtungserklärung für Publikationsdienstleister und Book-on-Demand-Anbieter zur Erlangung der FAIRöffentlichen Zertifizierung“.[7]
- In einer gemeinsam von buchreport und selfpublisherbibel.de durchgeführten Umfrage unter mehreren Self-Publishing-Plattformen wird von Monsenstein und Vannerdat (und von den Mitbewerbern unwidersprochen) der Begriff „Publikationsdienstleister“ zur Charakterisierung ihres Geschäftsmodells als Gegensatz zu Verlagen eingeführt.[8]

### Verlage
- In einer Dissertation der Philosophischen Fakultät der Universität zu Köln heißt es: „Verlage sind ihrem Wesen nach Publikationsdienstleister.“[9]
- Die Freie Universität Berlin nutzt in ihrem Wissenschaftlichen Rundbrief Nr. 2 / 2011 den Begriff „Publikationsdienstleister“ wie folgt: „Die Herausgabe unter eigener Verantwortung wird wieder attraktiver, neue Publikationsdienstleister treten auf und Verlage müssen ihr Dienstleistungsangebot schärfen und Kosten, die sie auf die Autor/innen abwälzen, stärker rechtfertigen als zuvor.“[10] Demnach werden hier Verlage im Vergleich zu den erwähnten „neue(n) Publikationsdienstleister“ als alte Publikationsdienstleister eingeschätzt.
- Dass Verlage den Begriff „Publikationsdienstleister“ als Selbstbezeichnung nutzen oder genutzt hätten, ist derzeit nicht zu belegen.

### Im weiteren Sinne
- Peter Riedlberger fragt in einem Artikel vom 28. August 2001 unter Heise online: „Wer braucht Publikationsdienstleister im Zeitalter des Internets? Und was machen Verlage mit Fachzeitschriften, wenn keiner der renommierten Wissenschaftler für diese Zeitschriften mehr schreiben will?“[11]